# Brandon DiCamillo
Brandon DiCamillo (West Chester, 15 novembre 1976) è un attore e stuntman statunitense.

## Carriera

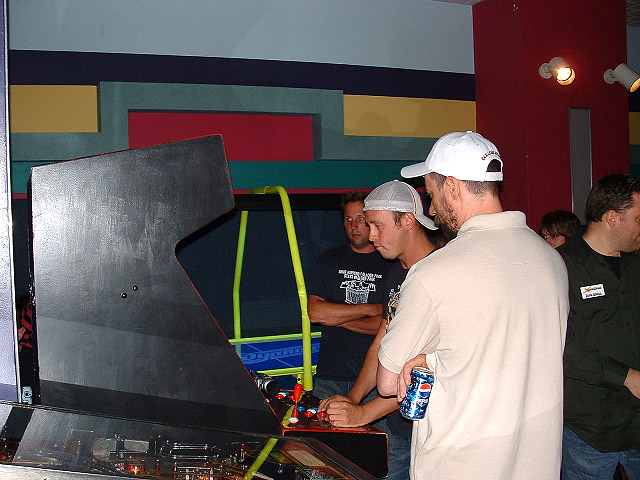
Brandon Dicamillo nel 2008

Reso famoso dal ruolo che copriva con i CKY (Camp Kill Yourself), viene preso per il cast di Jackass, da qui deriva il suo successo. Amico di Bam Margera apparirà in ogni show da lui condotto. Ha paura di volare tanto che in Jackass The Movie si vuole rifiutare di partire perché teme volare. Abbandona Jackass dopo la prima stagione perché secondo lui i produttori sfruttavano la Crew per guadagnare. Appare comunque in alcuni stunt di Jackass anche dopo il suo abbandono.

## Filmografia
- 1998 Toy Machine: Jump Off a Building - sé stesso
- 1999 Serie Video CKY - sé stesso
- 1999 Jackass - sé stesso
- 2000 Hook-Ups: Destroying America - sé stesso
- 2000 CKY2K - sé stesso
- 2001 CKY3 - sé stesso
- 2002 CKY4 - sé stesso
- 2002 Jackass: The Movie - sé stesso
- 2002 Haggard: The Movie - Falcone
- 2003-2005 Viva La Bam - sé stesso
- 2006 Jackass Number Two - sé stesso
- 2006 Blastazoid - sé stesso
- 2007 Bam's Unholy Union - sé stesso
- 2007 Jackass 2.5 - sé stesso

## Discografia
- 2003 - Con gli Gnarkill - Gnarkill
- 2006 - Con gli Gnarkill - GnarKill vs. Unkle Matt and the ShitBirdz